# Jakob Tånnander
Jakob Felix Tånnander, född 10 augusti 2000 i Dalby församling i Skåne län, är en svensk fotbollsspelare som spelar för Cremonese i italienska Serie B.

## Klubblagskarriär
Jakob Tånnanders moderklubb är Dalby GIF, där han gjorde sin A-lagsdebut som 13-åring. Efter ett år som ordinarie i division 6 gjorde han inför säsongen 2015 flytten till Lunds BK. Samma år debuterade han också i division 1, som 15-åring, i 1–2-förlusten mot IS Halmia den 17 oktober 2015.

### Malmö FF
Kort därefter skrev Tånnander på för Malmö FF, där han under vintern tog plats i Uefa Youth League-truppen som mötte Real Madrid. Under sina två första säsonger i Malmö, 2016 och 2017, lånades Tånnander ut till division 2-klubbarna Högaborgs BK och Österlen FF för att få fortsatt seniorerfarenhet. Hösten 2017 skrev Tånnander på ett lärlingskontrakt med Malmö FF.
Säsongen 2018 återvände Tånnander till sin forna klubb Lunds BK i division 1 på ett årslångt lån. Det blev totalt 18 matcher i ettan för Tånnander. Efter säsongens slut meddelade klubbarna att de förlängt lånet över säsongen 2019, då Tånnander kom att göra ytterligare 19 division 1-matcher. I slutet av 2019 löpte Tånnanders kontrakt med Malmö FF ut och han lämnade därmed klubben utan att ha gjort något seniorframträdande.

### HJK Helsingfors
En dryg månad efter att kontraktet med MFF löpt ut skrev han i januari 2020 på ett tvåårskontrakt med finska HJK Helsingfors. Under våren fick Tånnander enbart speltid i HJK:s reservlag, hemmahörande i tredjedivisionen, samt i cupen. I augusti lånades han därför ut till seriekonkurrenten Haka. Kort därpå fick han debutera i Veikkausliiga i 2-4-förlusten mot KuPs den 14 augusti 2020. Sammanlagt gjorde Tånnander elva framträdanden när Haka tog en fjärdeplats i Veikkausliiga och därmed säkrade en  plats i nygrundade Europa Conference League. Under hösten fick han även en motta en cupmedalj, sedan hans HJK Helsingfors vunnit finska cupen.
Den 11 maj 2021 gjorde han sin ligadebut för HJK, när de besegrade Ilves med 3-0.

### IK Sirius
I december 2022 blev Tånnander klar för IK Sirius. I januari 2025 lämnade Tånnander IK Sirius, i samband med ett utgående kontrakt. 
US Cremonese
I februari 2025 kontrakterades Tånnander av Serie B-klubben US Cremonese, på ett korttidsavtal fram tills sommaren 2025.

## Landslagskarriär
Jakob Tånnander stod i mål när P00-landslaget gjorde sin första landskamp i augusti 2015. Totalt blev det 4 U19-landskamper och 14 U17-landskamper.
Han blev uttagen till U21-landslaget för första gången i juni 2021, vilket även var de första U21-landskamperna för P00/01-kullen.

## Personligt
Hans mor är kusin till friidrottarna Annette Tånnander och Kristine Tånnander, vilka båda tävlat i OS.

## Statistik
Uppdaterad 24 maj 2021
| Klubb              | Säsong             | Liga                         | Liga    | Liga | Nationell cup | Nationell cup | Ligacup | Ligacup | Internationell cup | Internationell cup | Övrigt  | Övrigt | Totalt  | Totalt |
| Klubb              | Säsong             | Division                     | Matcher | Mål  | Matcher       | Mål           | Matcher | Mål     | Matcher            | Mål                | Matcher | Mål    | Matcher | Mål    |
| ------------------ | ------------------ | ---------------------------- | ------- | ---- | ------------- | ------------- | ------- | ------- | ------------------ | ------------------ | ------- | ------ | ------- | ------ |
| Dalby GIF          | 2014               | Division 6 Sydvästra Skåne A | 18      | 0    | -             | -             | -       | -       | -                  | -                  | -       | -      | 18      | 0      |
| Lunds BK           | 2015               | Division 1 Södra             | 1       | 0    | 0             | 0             | -       | -       | -                  | -                  | -       | -      | 1       | 0      |
| Malmö FF           | 2016               | Allsvenskan                  | 0       | 0    | 0             | 0             | -       | -       | -                  | -                  | -       | -      | 0       | 0      |
| Högaborgs BK (lån) | 2016               | Division 2 Västra Götaland   | 7       | 0    | 0             | 0             | -       | -       | -                  | -                  | -       | -      | 7       | 0      |
| Österlen FF (lån)  | 2017               | Division 2 Östra Götaland    | 22      | 0    | 0             | 0             | -       | -       | -                  | -                  | -       | -      | 22      | 0      |
| Lunds BK (lån)     | 2018               | Division 1 Södra             | 18      | 0    | 0             | 0             | -       | -       | -                  | -                  | -       | -      | 18      | 0      |
| Lunds BK (lån)     | 2019               | Division 1 Södra             | 19      | 0    | 0             | 0             | -       | -       | -                  | -                  | -       | -      | 19      | 0      |
| HJK Helsingfors    | 2020               | Veikkausliiga                | 0       | 0    | 2             | 0             | -       | -       | 0                  | 0                  | -       | -      | 2       | 0      |
| HJK Helsingfors    | 2021               | Veikkausliiga                | 1       | 0    | 0             | 0             | -       | -       | 0                  | 0                  | -       | -      | 1       | 0      |
| Klubi 04 (lån)     | 2020               | Kakkonen                     | 2       | 0    | 0             | 0             | -       | -       | -                  | -                  | -       | -      | 2       | 0      |
| Haka (lån)         | 2020               | Veikkausliiga                | 11      | 0    | 0             | 0             | -       | -       | -                  | -                  | -       | -      | 11      | 0      |
| Totalt i karriären | Totalt i karriären | Totalt i karriären           | 99      | 0    | 2             | 0             | 0       | 0       | 0                  | 0                  | 0       | 0      | 101     | 0      |

## Meriter
HJK Helsingfors
- Finska cupen (1), 2020